# Melanitis semioculata
Melanitis semioculata är en fjärilsart som beskrevs av Rothschild 1915. Melanitis semioculata ingår i släktet Melanitis och familjen praktfjärilar. Inga underarter finns listade i Catalogue of Life.